# Municipio de Manston
El municipio de Manston (en inglés: Manston Township) es un municipio ubicado en el condado de Wilkin en el estado estadounidense de Minnesota. En el año 2010 tenía una población de 48 habitantes y una densidad poblacional de 0,51 personas por km².

## Geografía
El municipio de Manston se encuentra ubicado en las coordenadas 46°30′0″N 96°28′0″O / 46.50000, -96.46667. Según la Oficina del Censo de los Estados Unidos, el municipio tiene una superficie total de 93.41 km², de la cual 93,4 km² corresponden a tierra firme y (0 %) 0 km² es agua.

## Demografía
Según el censo de 2010, había 48 personas residiendo en el municipio de Manston. La densidad de población era de 0,51 hab./km². De los 48 habitantes, el municipio de Manston estaba compuesto por el 100 % blancos. Del total de la población el 0 % eran hispanos o latinos de cualquier raza.